# Grillo Villegas
Rodrigo Villegas Jáuregui (La Paz, Bolivia; 29 de febrero de 1968), más conocido por su nombre artístico Grillo Villegas, es un compositor, guitarrista, y cantante de rock boliviano. Es también conocido por haber formado parte de los grupos: Fox, Llegas y  Lou Kass.

## Inicios
Inició su carrera artística a los 15 años fundando su primera agrupación llamada Fox con amigos de su barrio. Posteriormente formó parte del grupo que acompañaba a la cantante Jenny Cárdenas. 
En su vida personal ha destacado su posición atea que la ha manifestado abiertamente, recibiendo críticas de la sociedad conservadora. 

## Lou Kass
Junto a Christian Krauss, a quien incluye en la banda Fox como voz principal, en lugar de Juan Pablo Joffre, forman la banda Lou Kass, con Krauss en la voz, Villegas en la guitarra, Martín Joffré en el bajo y Rodolfo Ortiz en la batería, la agrupación logra un éxito en la escena musical paceña debutando en el pub “El Socavón." Con un público consolidado, lanzan su primer álbum “Lou Kass” (1992), le seguirían “Akasa” (1994), que incluye temas como “No reces al sol” y “Feel High”.
Finalmente durante el concierto en La Paz de la gira Loukass graba su disco en vivo titulado: ¡En vivo! 
El 5 de agosto de 1999 y tras el retorno de Christian Krauss de Alemania, Loukass se reúne y se presenta en oncierto en la ciudad de La Paz, allí se graba el disco doble "Akisitos" frente a un Teatro al Aire Libre repleto.
El mes de julio de 2008 ve reunido nuevamente a Villegas con su antigua banda Loukass para la gira "La Nave Retorna", en la cual tocan más de 12 conciertos alrededor del país. Poco tiempo después, en octubre, Loukass regresa para participar del festival internacional de rock organizado por Paceña, FestiMusic 2008.

## Etapas creativas

### Huye el sol...
( Artículo principal Huye el sol… )
Villegas luego de una etapa con la banda Loukass prepara un proyecto personal, lo bautiza Llegas y debuta en El Socavón el 22 de junio de 1995, mientras escribe el material para la grabación de su primer álbum: "Huye el sol..." (1996). La producción fue mezclada en Buenos Aires en los estudios de Luis Alberto Spinetta. El disco incluye la canción Raquel dedicada a la investigadora Raquel Gutiérrez y escrita junto al poeta Oscar García.

### Almaqueloide
Luego de un tiempo de presentaciones se encierra a componer el segundo álbum, después de mezclarlo nuevamente en Buenos Aires "Almaqueloide" (1998) sale a la venta. 

### El Pesanervios
Desde marzo de 1998 hasta marzo de 2000, Villegas estuvo escribiendo, arreglando y corrigiendo "El Pesanervios" (2000) que fue íntegramente producido en Buenos Aires en los estudios Circo Beat de Fito Paez. Los músicos que participaron en este disco eran miembros de la banda de Páez, entre los cuales se destacan Guillermo Vadalá, Claudio Cardone, Nicolás Ibarburú, Emmanuel Cauvet, Ulises Butrón y además el guitarrista Ricardo Mollo de Divididos, su excompañero de Lou Kass Christian Krauss y la cantante Claudia Puyó.

### Espejismos
Meses después, en 2001, Villegas presenta un concierto acústico en el Teatro municipal Alberto Saavedra Pérez de la ciudad de La Paz. El concierto fue grabado en vivo y como resultado de esas sesiones el 31 de mayo de 2001 se edita el disco "Espejismos" (2001).  
Guillermo Vadalá llega a La Paz en octubre para empezar las sesiones de grabación, la batería estuvo a cargo de Daniel Zegada, músico egresado de Berklee College of Music en Boston, Villegas graba todas las guitarras y voces, en las que además participan Christian Krauss y Rocío Cuba, luego en noviembre viaja a Buenos Aires y graba los teclados con Claudio Cardone, tecladista de Spinetta. 

### Revolver
El álbum “Revolver” (2001) se presenta el 20 de diciembre. 

### Autosabotajes
En el Teatro Municipal de La Paz, de donde sale el álbum doble en vivo “Autosabotajes” (2002)

### Superjuguetes
El siguiente será el álbum “Superjuguetes” (2004), se realiza la mezcla y masterización en Buenos Aires en los estudios de Spinetta y de Fito Paez.

### Hidrometeoros 2
El año 2006 graba su nuevo álbum llamado “Hidrometeoros 2” junto a nuevos músicos, Benjamín Chambi (Batería), Marcelo Perales (Guitarra y voz), Poche Ponce (Bajo), y Willy Yujra (Teclados). El álbum lanza como primer corte la canción “No viene nadie”. En este nuevo álbum utiliza por primera vez elementos de música tradicional boliviana, 

### Bipolar
Luego de la mayor pausa en toda su carrera sin entrar a estudios, en febrero de 2010 graba "Bipolar" (2010) junto a Benjamin Chambi, Julio Jaime, Marcelo Perales y Vero Pérez.

### Duramadre
En septiembre de 2012 edita el álbum Duramadre con la formación Chambi, Jaime, Diego Ballón en el Rhodes y Mayra Gonzales en la voz. Actualmente la banda es integrada por Benjamin Chambi, Julio Jaime, Gonzalo Gómez y Mayra Gonzales.

### #VieneElSol
En diciembre de 2013 editan el BoxSet #VieneElSol que incluye un CD y un DVD grabado en vivo durante conciertos realizados en el Teatro 16 de Julio de La Paz, con invitados como Javier Malosetti.

### Conciliábulos
En julio comienzan los ensayos del nuevo álbum Conciliábulos. Los músicos son Daniel Subirana, Mayra Gonzales, Diego Ballon, Julio Jaime y Grillo. El 1.º de septiembre entran a estudio y en octubre se realiza la mezcla y masterización en Buenos Aires, esta vez en el estudio El Pie nuevamente con el ingeniero Mariano López. El nuevo álbum Conciliábulos sale a la venta el 26 de noviembre junto a un videoclip de la canción Tripulante dirigido por Martin Boulocq.

### Yo es Otro
Disco producido en 2017, luego de una pausa en la que Villegas se fue a vivir a Buenos Aires.

## Galería
|                                                       |
| Villegas en vivo junto a su banda del Hidrometeoros2. |

|              |
| En concierto |

|                           |
| Teatro Modesta Sanjines 3 |

|                           |
| Teatro Modesta Sanjines 2 |

|                           |
| Teatro Modesta Sanjines 1 |

|                                                  |
| Grillo Villegas con el grupo Llegas, en el 2013. |

| |
| De izquierda a derecha: Martín Joffré, Christian Krauss y Grillo Villegas, en un concierto con el grupo Lou Kass "La Nave Retorna" en el 2008. DC,ME. |

## Discografía
Con Loukass:
- Loukass (1992)
- Akasa (1994)
- ¡En Vivo! (1994)
- Akisitos I (1999)
- Akisitos II (1999)

Con Llegas:
- Huye el sol… (1996)
- Almaqueloide (1998)
- El Pesanervios (2000)
- Revolver (2001)
- Superjuguetes (2004)
- Hidrometeoros 2 (2006)
- Bipolar(2010)
- Duramadre (2012)
- #VieneElSol (2013)
- Conciliábulos (2014)
- Hermetismo (2022)

Como solista:
- Espejismos  (2001)
- Autosabotajes (2002)
- Yo es Otro (2017)

Entre los músicos que conformaron/grabaron con Llegas están:
- Álvaro Eguino
- Álvaro Valdivia
- Benjamin Chambi
- Bladimir Morales
- Carlos Olmos
- Christian Krauss
- Claudia Barrón
- Claudia Puyó
- Claudio Cardone
- Danilo Gallardo
- David Portillo
- Diego Ballón
- Emmanuel Cauvet
- Enrique Lara
- Esther Veldhuis
- Gery Bretel
- Gonzalo Gómez
- Guillermo Vadalá
- José Maria Santalla
- Julio Jaime
- Leslie Pérez
- Marcelo Perales
- Mariela Jordan
- Mario Hada
- Oscar García
- Peque Gutiérrez
- Poche Ponce
- Rabeat
- Rocio Cuba
- Rodo Ortiz
- Serdar Geldimuradov
- Vero Pérez
- Willy Yugar
- Daniel Zegada
- Mayra Gonzales
- Daniel Subirana